# 片品村
片品村（日语：／ Katashina mura */?）是群馬縣東北部的一村。大約在東京以北約180公里。是關東地方的指定滑雪勝地。